# Audi 100
El Audi 100 es un automóvil de turismo del segmento E con motor delantero longitudinal y tracción delantera producido por el fabricante de automóviles alemán Audi entre los años 1968 y 1994. El modelo en sus variantes deportivas y de lujo se comercializó como Audi 200.
En 1994, el 100 fue renombrado a Audi A6, que las siguientes generaciones mantuvieron.  Los orígenes de los primeros Audi 100 se han convertido en una leyenda en Alemania. Cuando Volkswagen compró Auto Union de Mercedes-Benz en 1965, parecen haber sido motivadas por una grave escasez de capacidad de producción de su Tipo 1, modelo que en ese momento estaba vendiendo más rápido que los coches se podrían producir.
El modelo 100 C3 se vendió en los Estados Unidos como el Audi 5000 hasta 1988. El Audi 100 era uno de los coches más seguros de la época. En España se vendieron los 2.2 y 2.0, compartiendo este último con el Audi 80.

## Audi 100 (C1, 1968-1976)

### Motorizaciones
Las motorizaciones eran las siguientes:
Sedán
- 1.9 GL (112 Hp) - - - - 1971 1976
- 1.8 LS (90 Hp) - - - - 1971 1976
- 1.8 GL (90 Hp) - - - - 1971 1976
- 1.7 LS (100 Hp) - - - - 1970 1976
- 1.7 (90 Hp) - - - - 1968 1971
- 1.7 (80 Hp) - - - - 1968 1971
- 1.7 (85 Hp) - - - - 1971 1974
- 1.7 (100 Hp) - - - - 1968 1971
- 1.6 (85 Hp) - - - - 1975 1976

Coupé
- 1.9 (112 Hp) - - - - 1970 1976
- 1.9 (116 Hp) - - - - 1970 1971

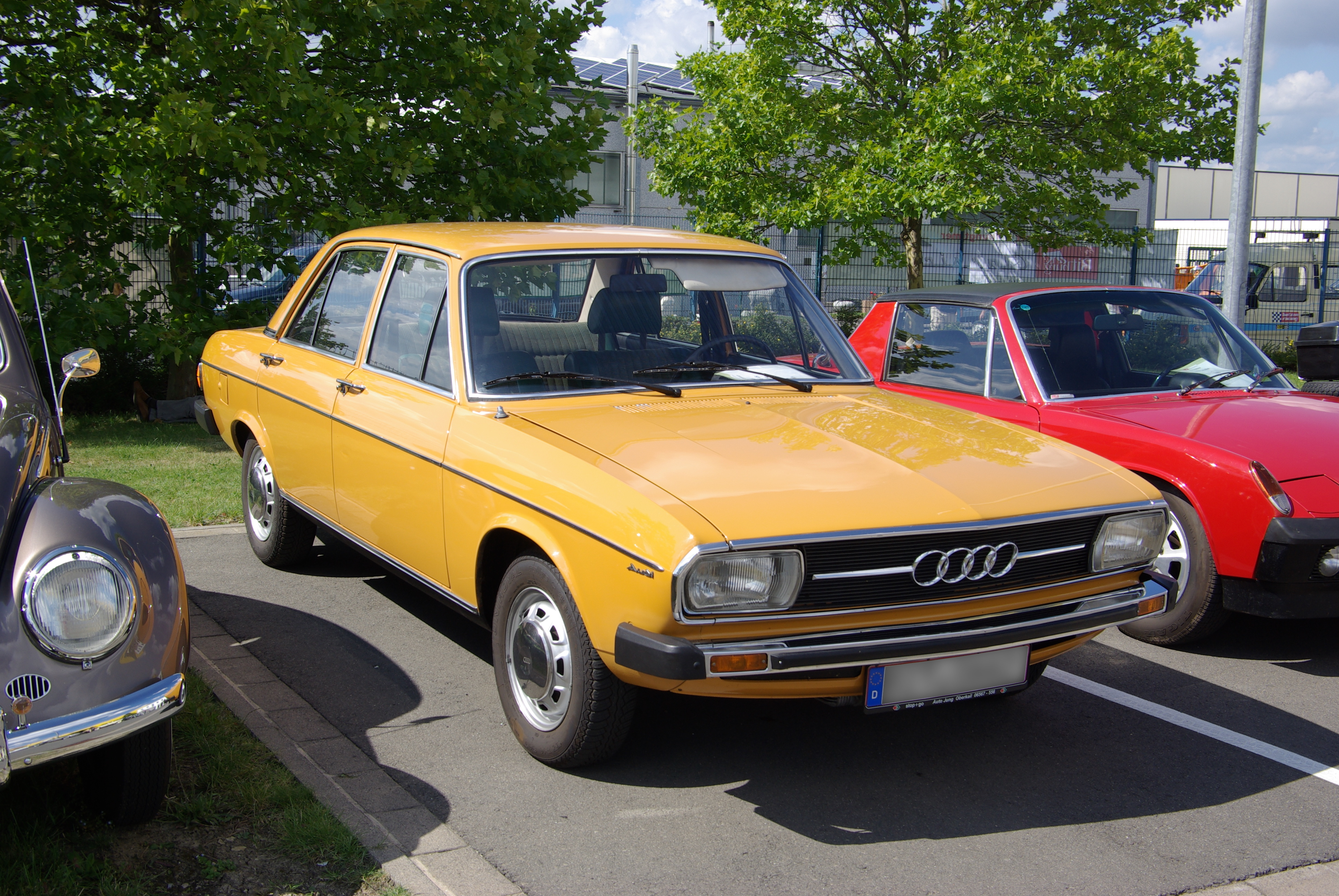
Audi 100 C1
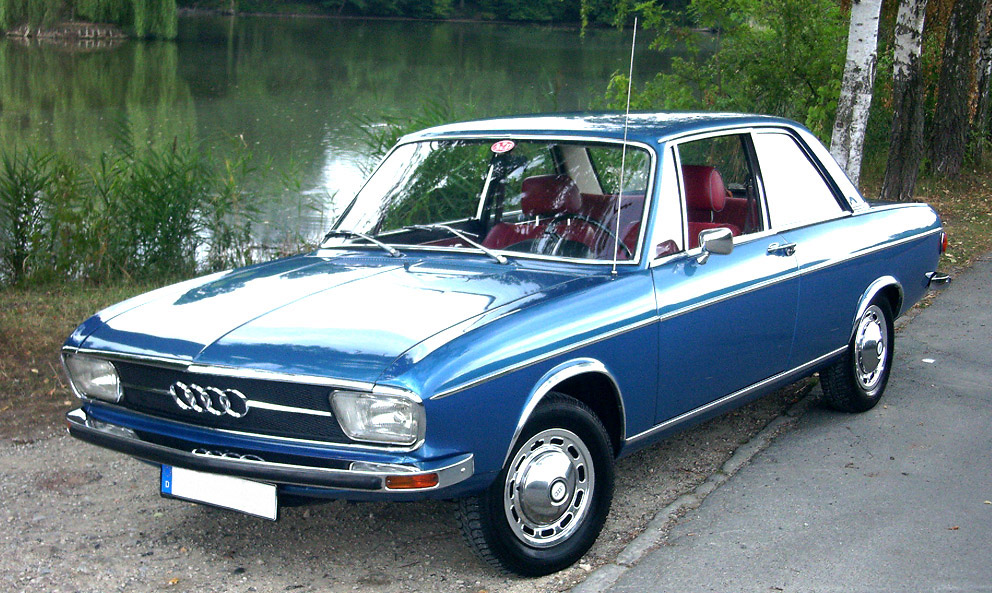
Audi 100 C1 sedán 3 puertas
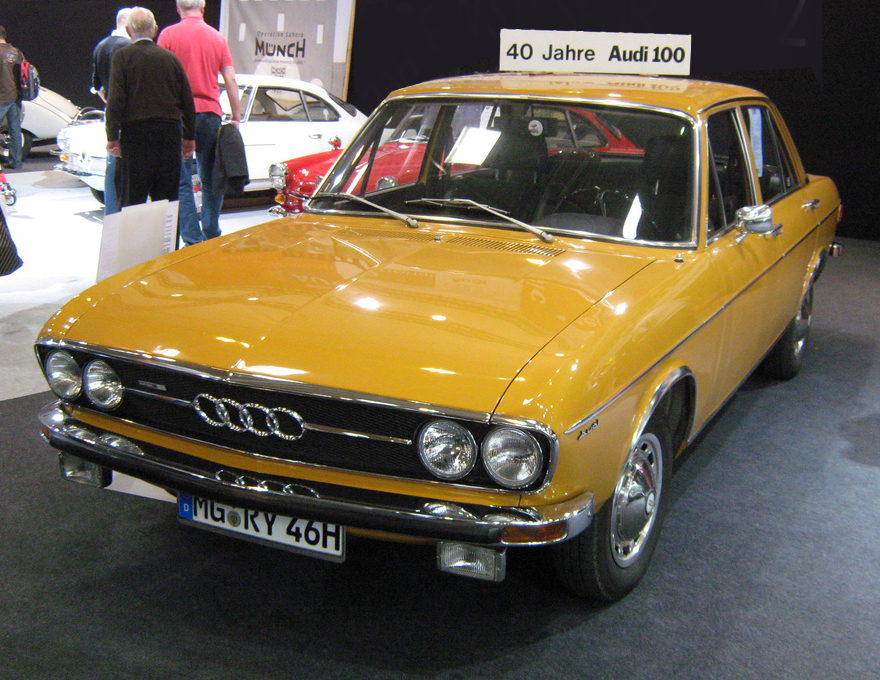
Audi 100 C1 faros redondos
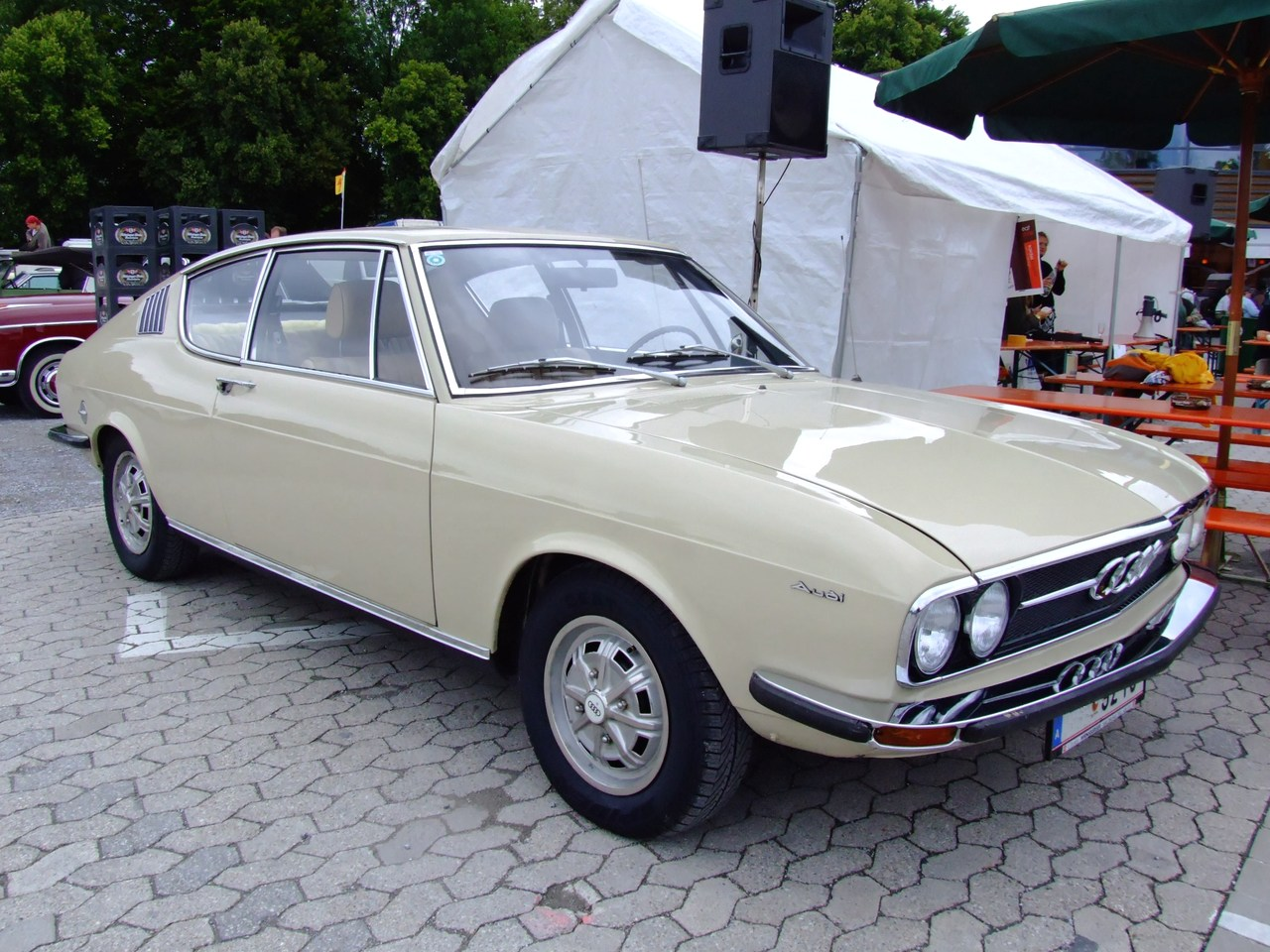
Audi 100 C1 coupé
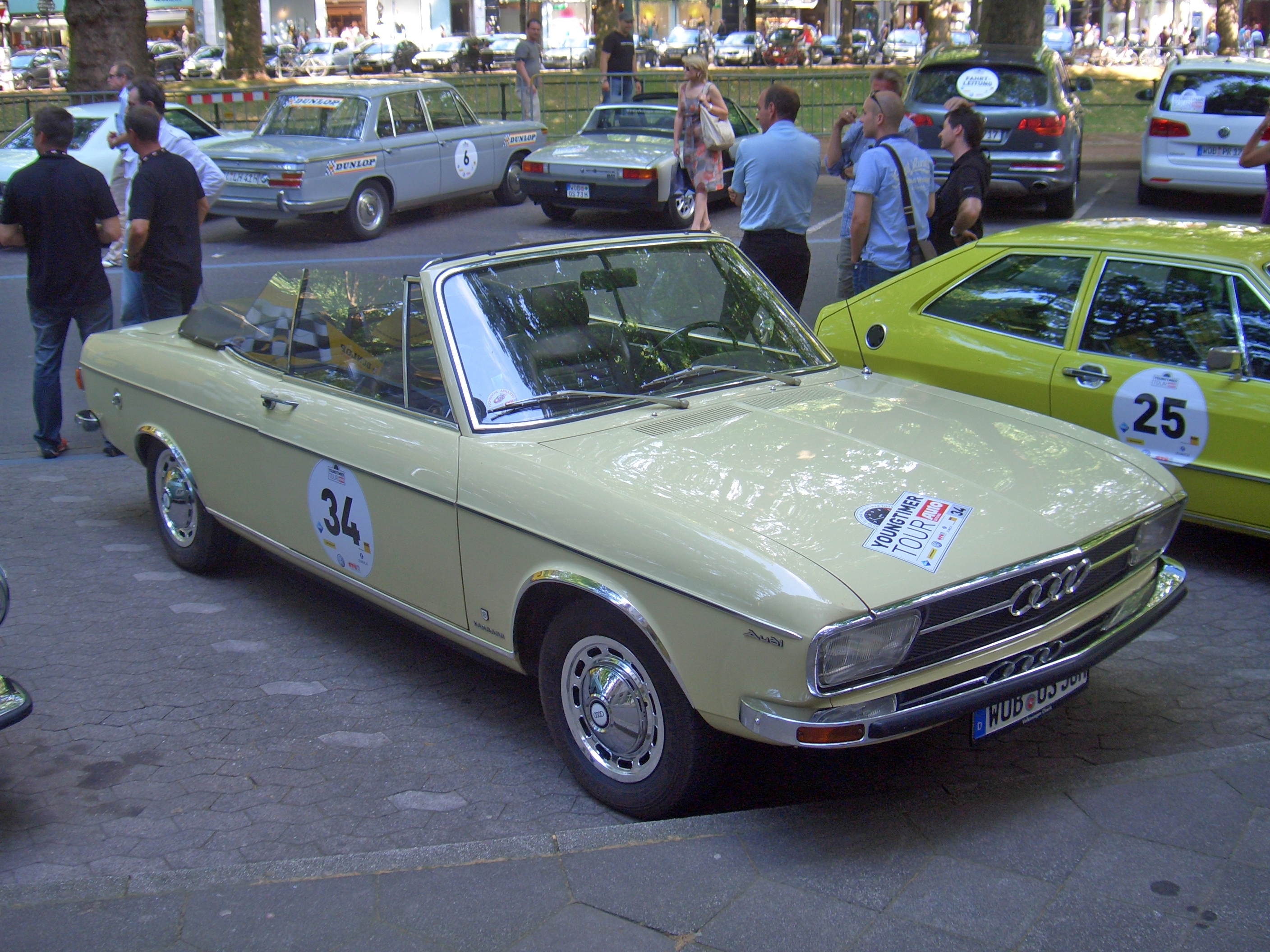
Audi 100 C1 Cabriolet

## Audi 100 (C2, 1976-1982)

### Motorizaciones
Las motorizaciones eran las siguientes: 
| Identificación del motor       | YV                                                  | WH                                                  | WA                                                  | WB                                                  | WC                                                  | CN                                                  | DE                                                  |                                                     |                                                     |                                                     |                                                     |                                                     |
| Tipo de motor                  | L4 8v, carburación                                  | L5 10v, carburación                                 | L4 8v, carburación                                  | L5 10v, carburación                                 | L5 10v, carburación                                 | L5 10v, diesel                                      | L5 10v, diesel, turbo                               |                                                     |                                                     |                                                     |                                                     |                                                     |
| Cilindrada                     | 1588 cm³                                            | 1921 cm³                                            | 1984 cm³                                            | 2144 cm³                                            | 2144 cm³                                            | 1986 cm³                                            | 1986 cm³                                            |                                                     |                                                     |                                                     |                                                     |                                                     |
| Relación de compresión         | 8.2: 1                                              | 7.6: 1                                              | 9.8: 1                                              | 8.8: 1                                              | 9.8: 1                                              | 23.0: 1                                             | 23.0: 1                                             |                                                     |                                                     |                                                     |                                                     |                                                     |
| Potencia máxima: CV (kW) @ rpm | 85 CV (63 kW) @ 4800-5300                           | 100 CV (74 kW) @ 4800                               | 115 CV (85 kW) @ 5400                               | 115 CV (85 kW) @ 4400                               | 136 CV (100 kW) @ 4800                              | 70 CV (51 kW) @ 5200                                | 87 CV (64 kW) @ 4400                                |                                                     |                                                     |                                                     |                                                     |                                                     |
| Par máximo: Nm @ rpm           | 124 Nm @ 3200                                       | 132 Nm @ 2800                                       | 166 Nm @ 3200                                       | 166 Nm @ 4000                                       | 185 Nm @ 4200                                       | 123 Nm @ 3000                                       | 172 Nm @ 2800                                       |                                                     |                                                     |                                                     |                                                     |                                                     |
| Tracción                       | Delantera                                           | Delantera                                           | Delantera                                           | Delantera                                           | Delantera                                           | Delantera                                           | Delantera                                           | Delantera                                           | Delantera                                           | Delantera                                           | Delantera                                           | Delantera                                           |
| Transmisión                    | Manual, 4/5 velocidades / Automática, 3 velocidades | Manual, 4/5 velocidades / Automática, 3 velocidades | Manual, 4/5 velocidades / Automática, 3 velocidades | Manual, 4/5 velocidades / Automática, 3 velocidades | Manual, 4/5 velocidades / Automática, 3 velocidades | Manual, 4/5 velocidades / Automática, 3 velocidades | Manual, 4/5 velocidades / Automática, 3 velocidades | Manual, 4/5 velocidades / Automática, 3 velocidades | Manual, 4/5 velocidades / Automática, 3 velocidades | Manual, 4/5 velocidades / Automática, 3 velocidades | Manual, 4/5 velocidades / Automática, 3 velocidades | Manual, 4/5 velocidades / Automática, 3 velocidades |
| Peso                           | 1110-1250 kg                                        | 1110-1250 kg                                        | 1110-1250 kg                                        | 1110-1250 kg                                        | 1110-1250 kg                                        | 1110-1250 kg                                        | 1110-1250 kg                                        | 1110-1250 kg                                        | 1110-1250 kg                                        | 1110-1250 kg                                        | 1110-1250 kg                                        | 1110-1250 kg                                        |
| Aceleración (0-100 km/h)       | 13.4-16.5 s                                         | 12.5-13.9 s                                         | 10.7-12.4 s                                         | 11.2-12.9 s                                         | 9.5-11.4 s                                          | 17.5 s                                              | 12.5-13.9 s                                         |                                                     |                                                     |                                                     |                                                     |                                                     |
| Velocidad máxima               | 156-160 km/h                                        | 170 km/h                                            | 175-179 km/h                                        | 175-179 km/h                                        | 185-190 km/h                                        | 150 km/h                                            | 155 km/h                                            |                                                     |                                                     |                                                     |                                                     |                                                     |
| Consumo combinado (L/100 km)   | 8.9-9.5                                             | 9.4                                                 | 9.6-10.2                                            | 10.6-11.1                                           | 10.5-11.1                                           | 8-9.5                                               | 9.1                                                 |                                                     |                                                     |                                                     |                                                     |                                                     |

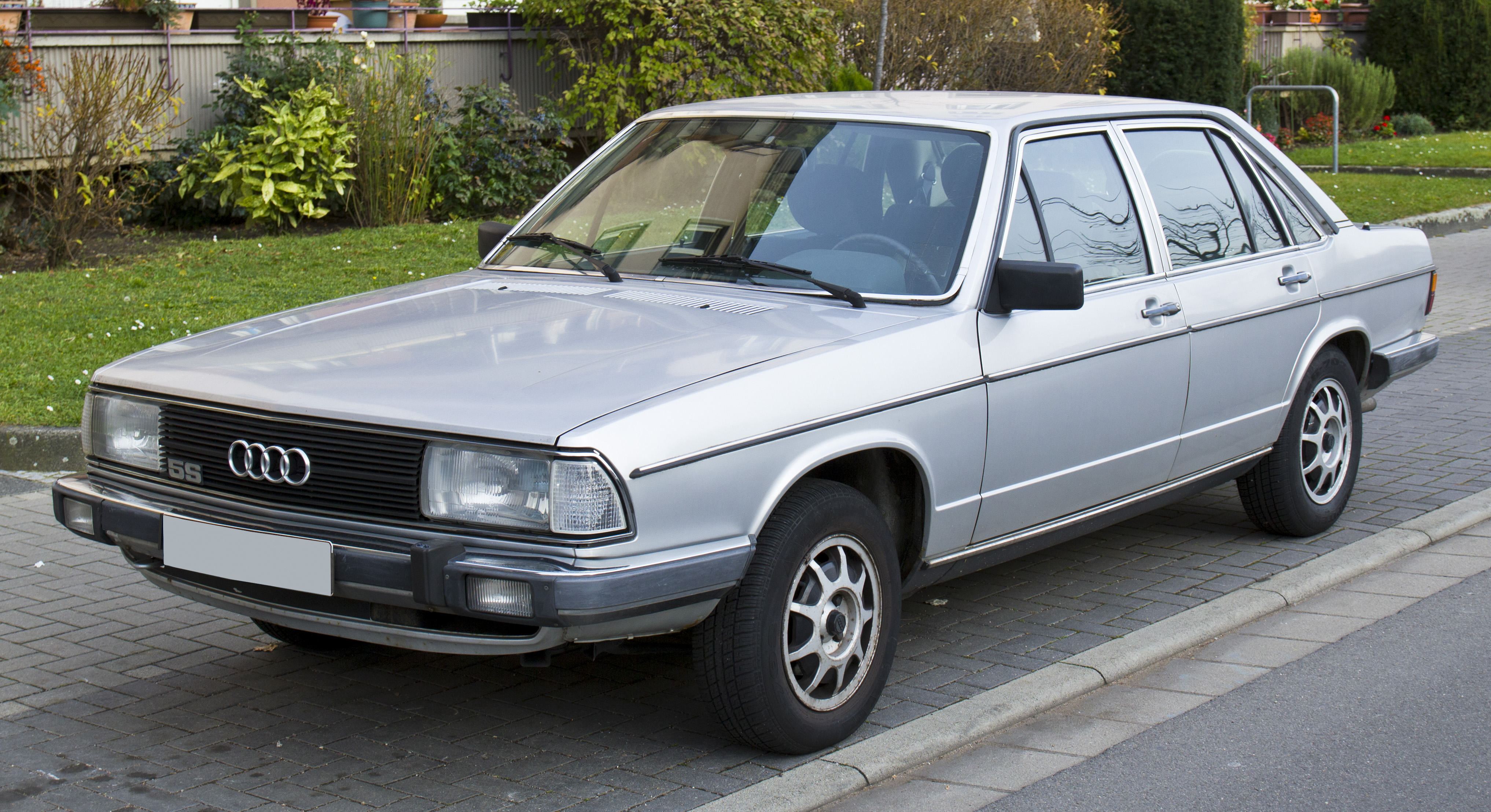
Audi 100 C2 versión 5S
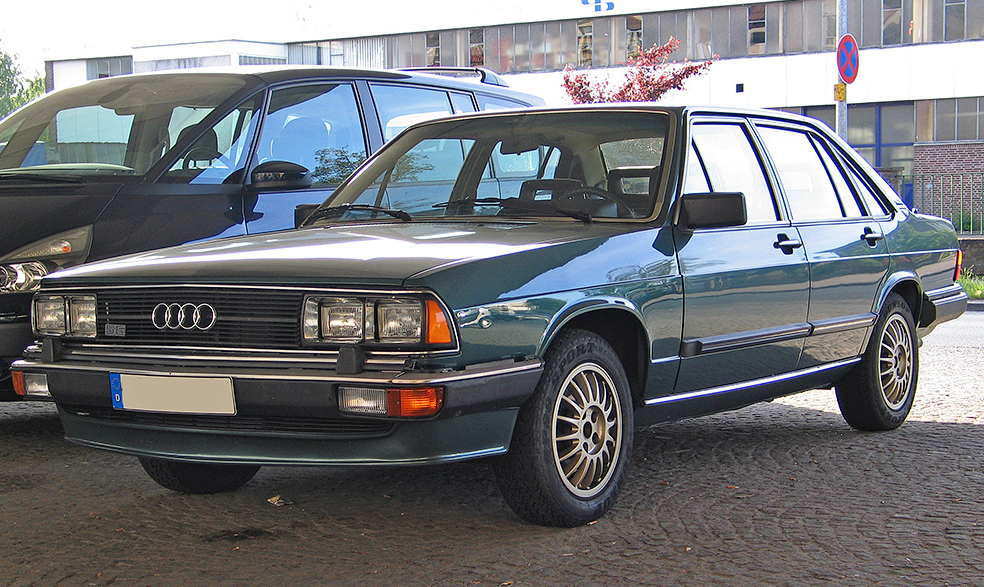
Audi 200 C2 versión 5E (rediseño frontal)
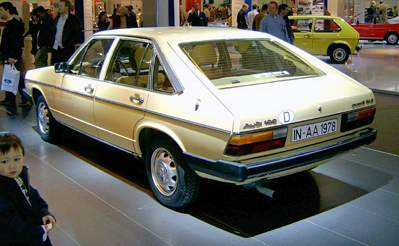
Audi 100 C2 versión coupe
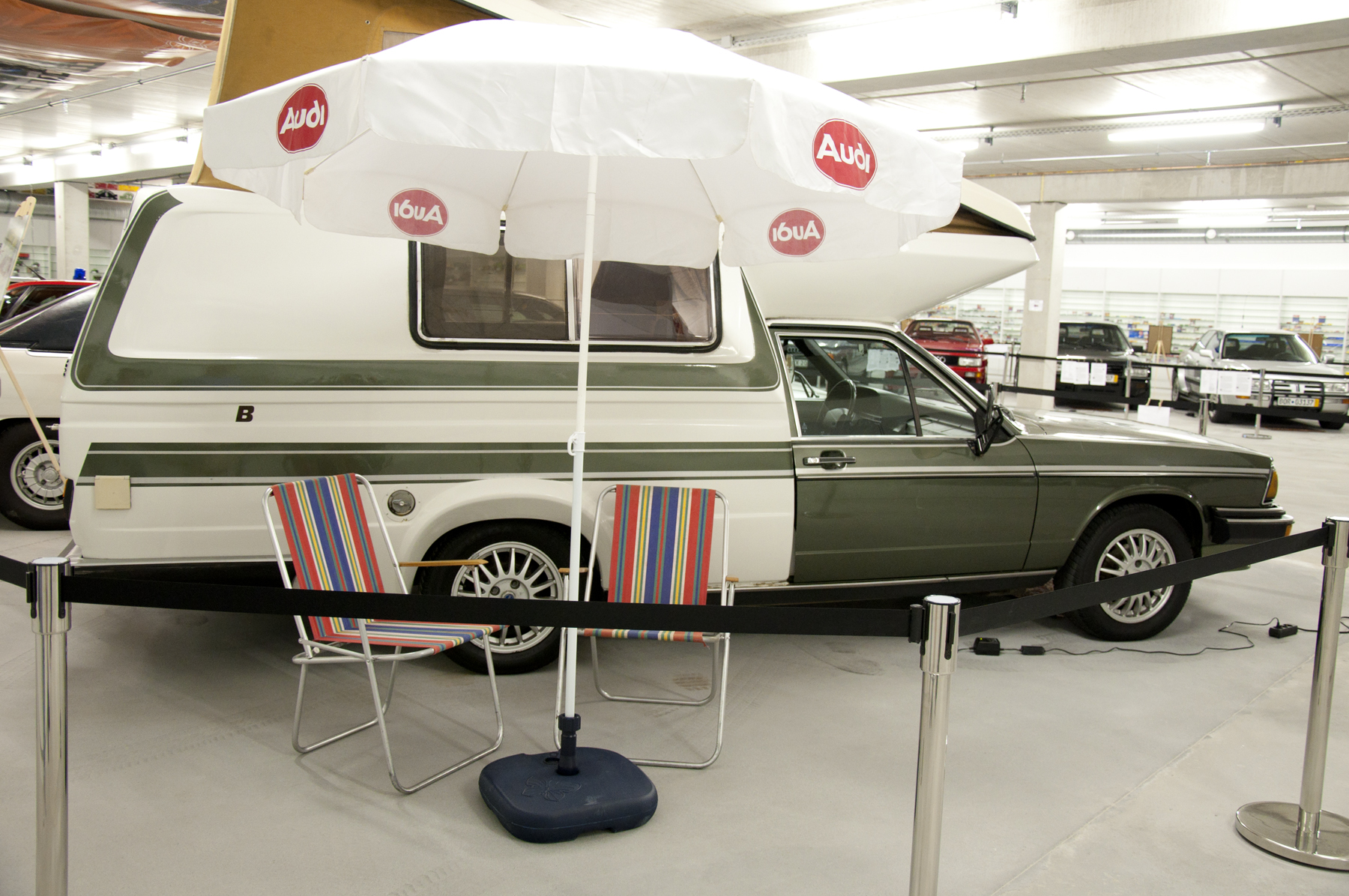
Audi 100 C2 versión caravana

## Audi 100 (C3, 1982-1990)

### Motorizaciones
| Motores de gasolina            | Motores de gasolina  | Motores de gasolina             | Motores de gasolina                     | Motores de gasolina  | Motores de gasolina                      | Motores de gasolina | Motores de gasolina                       | Motores de gasolina          | Motores de gasolina                       | Motores de gasolina          | Motores de gasolina          | Motores de gasolina                       | Motores de gasolina                       | Motores de gasolina          | Motores de gasolina                       | Motores de gasolina                              | Motores de gasolina                       | Motores de gasolina                       | Motores de gasolina |
|                                | 1.8                  | 1.8                             | 1.8                                     | 1.8                  | 1.8                                      | 1.9                 | 2.0                                       | 2.0                          | 2.0                                       | 2.1                          | 2.1                          | 2.2                                       | 2.2                                       | 2.2                          | 2.2                                       | 2.2T                                             | 2.3                                       | 2.3                                       |                     |
| ------------------------------ | -------------------- | ------------------------------- | --------------------------------------- | -------------------- | ---------------------------------------- | ------------------- | ----------------------------------------- | ---------------------------- | ----------------------------------------- | ---------------------------- | ---------------------------- | ----------------------------------------- | ----------------------------------------- | ---------------------------- | ----------------------------------------- | ------------------------------------------------ | ----------------------------------------- | ----------------------------------------- | ------------------- |
| Periodo                        | 1982-1987            | 1986-1990                       | 1988-1989                               | 1983-1989            | 1985-1990                                | 1982-1984           | 1986-1987                                 | 1984-1987                    | 1988-1990                                 | 1982-1984                    | 1982-1984                    | 1984-1986                                 | 1988-1990                                 | 1984-1990                    | 1984-1987                                 | 1986-1990                                        | 1986-1990                                 | 1990                                      |                     |
| Tipo de motor                  | L4 8v, carburación   | L4 8v, carburación, catalizador | L4 8v, inyección monopunto, catalizador | L4 8v, carburación   | L4 8v, inyección multipunto, catalizador | L5 10v, carburación | L5 10v, inyección multipunto, catalizador | L5 10v, inyección multipunto | L5 10v, inyección multipunto, catalizador | L5 10v, inyección multipunto | L5 10v, inyección multipunto | L5 10v, inyección multipunto, catalizador | L5 10v, inyección multipunto, catalizador | L5 10v, inyección multipunto | L5 10v, inyección multipunto, catalizador | L5 10v, inyección multipunto, turbo, catalizador | L5 10v, inyección multipunto, catalizador | L5 10v, inyección multipunto, catalizador |                     |
| Identificación del motor       | DR                   | SH                              | 4B                                      | DS                   | PH                                       | WH                  | SL                                        | KP                           | RT                                        | KF                           | WC                           | KZ                                        | PX                                        | KU                           | HX                                        | MC                                               | NF                                        | AAR                                       |                     |
| Diámetro x carrera             | 81,0 mm × 86,4 mm    | 81,0 mm × 86,4 mm               | 81,0 mm × 86,4 mm                       | 81,0 mm × 86,4 mm    | 81,0 mm × 86,4 mm                        | 79,5 mm × 77,4 mm   | 81.0 mm × 77.4 mm                         | 81.0 mm × 77.4 mm            | 81.0 mm × 77.4 mm                         | 79,5 mm × 86,4 mm            | 79,5 mm × 86,4 mm            | 81,0 mm × 86,4 mm                         | 81,0 mm × 86,4 mm                         | 81,0 mm × 86,4 mm            | 81,0 mm × 86,4 mm                         | 81,0 mm × 86,4 mm                                | 82,5 mm × 86,4 mm                         | 82,5 mm × 86,4 mm                         |                     |
| Cilindrada                     | 1781 cm³             | 1781 cm³                        | 1781 cm³                                | 1781 cm³             | 1781 cm³                                 | 1921 cm³            | 1994 cm³                                  | 1994 cm³                     | 1994 cm³                                  | 2144 cm³                     | 2144 cm³                     | 2226 cm³                                  | 2226 cm³                                  | 2226 cm³                     | 2226 cm³                                  | 2226 cm³                                         | 2309 cm³                                  | 2309 cm³                                  |                     |
| Potencia máxima: CV (kW) @ rpm | 75 CV (55 kW) @ 5000 | 88 CV (65 kW)                   | 90 CV (66 kW) @ 5200                    | 90 CV (66 kW) @ 5200 | 90 CV (66 kW) @ 5200                     | 100 CV (74 kW)      | 113 CV (83 kW)                            | 116 CV (85 kW)               | 116 CV (85 kW)                            | 131 CV (96 kW)               | 136 CV (100 kW)              | 115 CV (85 kW)                            | 120 CV (88 kW)                            | 138 CV (101 kW)              | 138 CV (101 kW)                           | 165 CV (121 kW)                                  | 136 CV (100 kW)                           | 133 CV (98 kW)                            |                     |
| Par máximo: Nm @ rpm           | 140 Nm @ 2500        | 146 Nm                          | 142 Nm @ 3000                           | 145 Nm @ 2500        | 137 Nm                                   | 150 Nm              | 165 Nm                                    | 170 Nm                       | 172 Nm                                    | 171 Nm                       | 180 Nm                       | 165 Nm                                    | 172 Nm                                    | 188 Nm                       | 188 Nm                                    | 240 Nm                                           | 190 Nm                                    | 186 Nm                                    |                     |
| Tracción                       | Delantera            | Total (Quattro)                 | Delantera                               | Delantera            | Total (Quattro)                          | Delantera           | Delantera                                 | Delantera                    | Delantera                                 | Delantera                    | Delantera                    | Delantera                                 | Total (Quattro)                           | Total (Quattro)              | Total (Quattro)                           | Total (Quattro)                                  | Total (Quattro)                           | Total (Quattro)                           |                     |

| Periodo                        | 1982-1988            | 1982-1988         | 1988-1990                  | 1989-1991            | 1989-1990                                     |
| Tipo de motor                  | L5 10v               | L5 10v, turbo     | L5 10v, turbo, intercooler | L5 10v               | L5 10v, inyección directa, turbo, intercooler |
| Identificación del motor       | CN                   | DE                | NC                         | 3D                   | AAT                                           |
| Diámetro x carrera             | 76,5 mm × 86,4 mm    | 76,5 mm × 86,4 mm | 76,5 mm × 86,4 mm          | 79,5 mm × 95,5 mm    | 81.0 mm × 95.5 mm                             |
| Cilindrada                     | 1986 cm³             | 1986 cm³          | 1986 cm³                   | 2370 cm³             | 2461 cm³                                      |
| Relación de compresión         | 22.0: 1              | 23.0: 1           | 23.0: 1                    | 22.0: 1              | 20.5: 1                                       |
| Potencia máxima: CV (kW) @ rpm | 69 CV (51 kW) @ 4400 | 90 CV (66 kW)     | 102 CV (75 kW)             | 82 CV (60 kW) @ 4200 | 116 CV (85 kW) @ 4000                         |
| Par máximo: Nm @ rpm           | 140 Nm @ 2800        | 172 Nm            | 192 Nm                     | 160 Nm @ 2200        | 265 Nm @ 2250                                 |
| Tracción                       | Delantera            | Delantera         | Delantera                  | Delantera            | Delantera                                     |

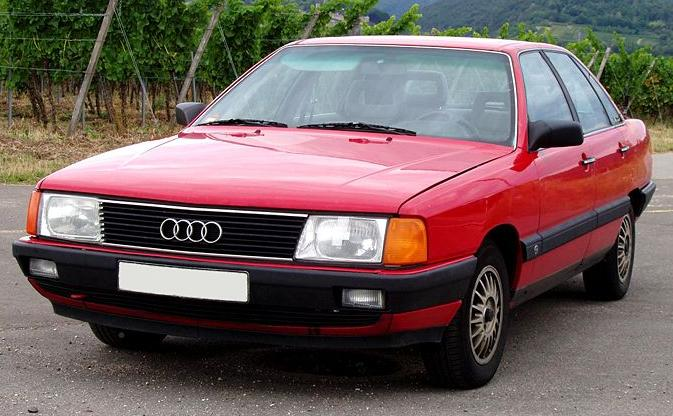
Audi 100 C3 sedán
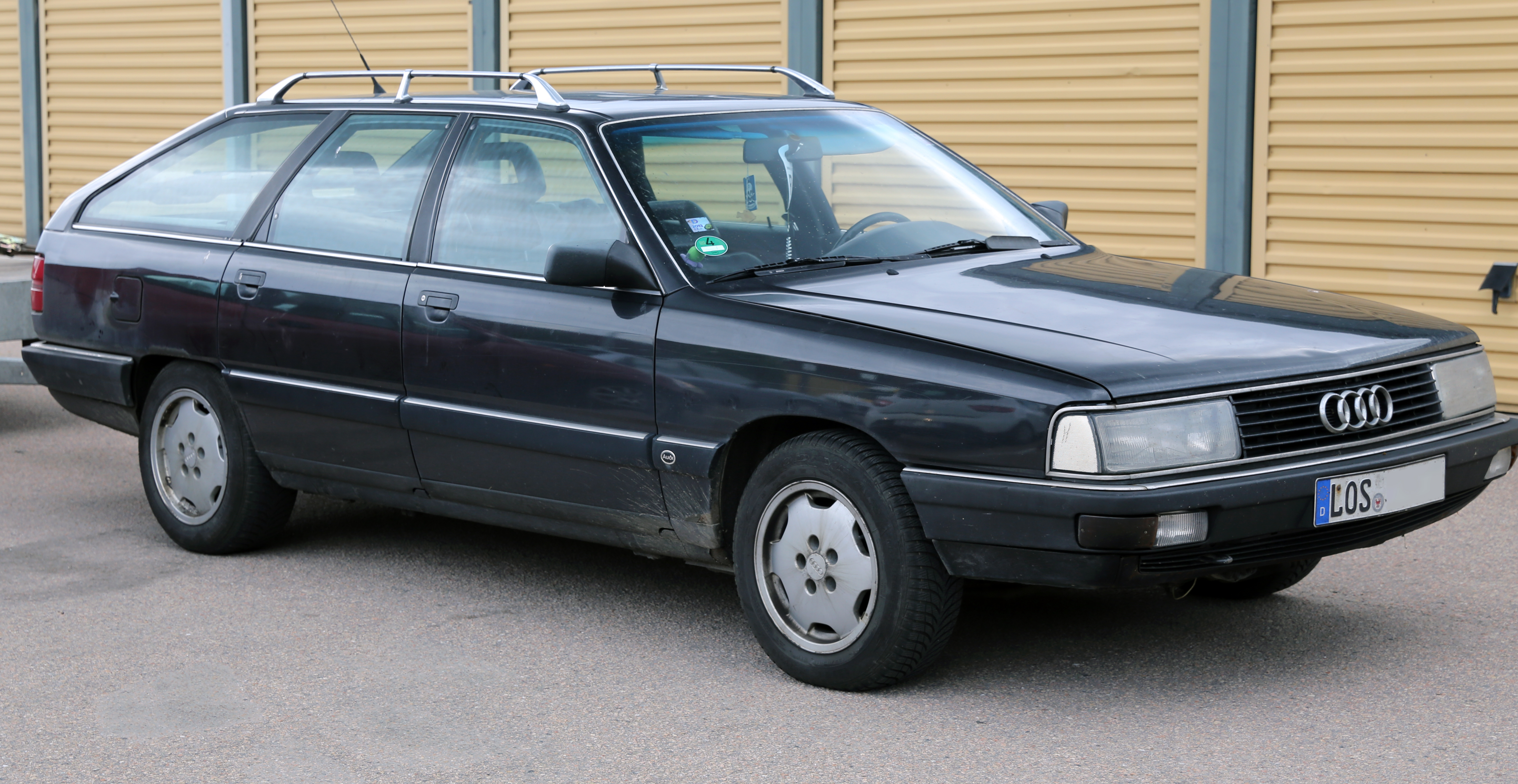
Audi 100 C3 Avant con rediseño
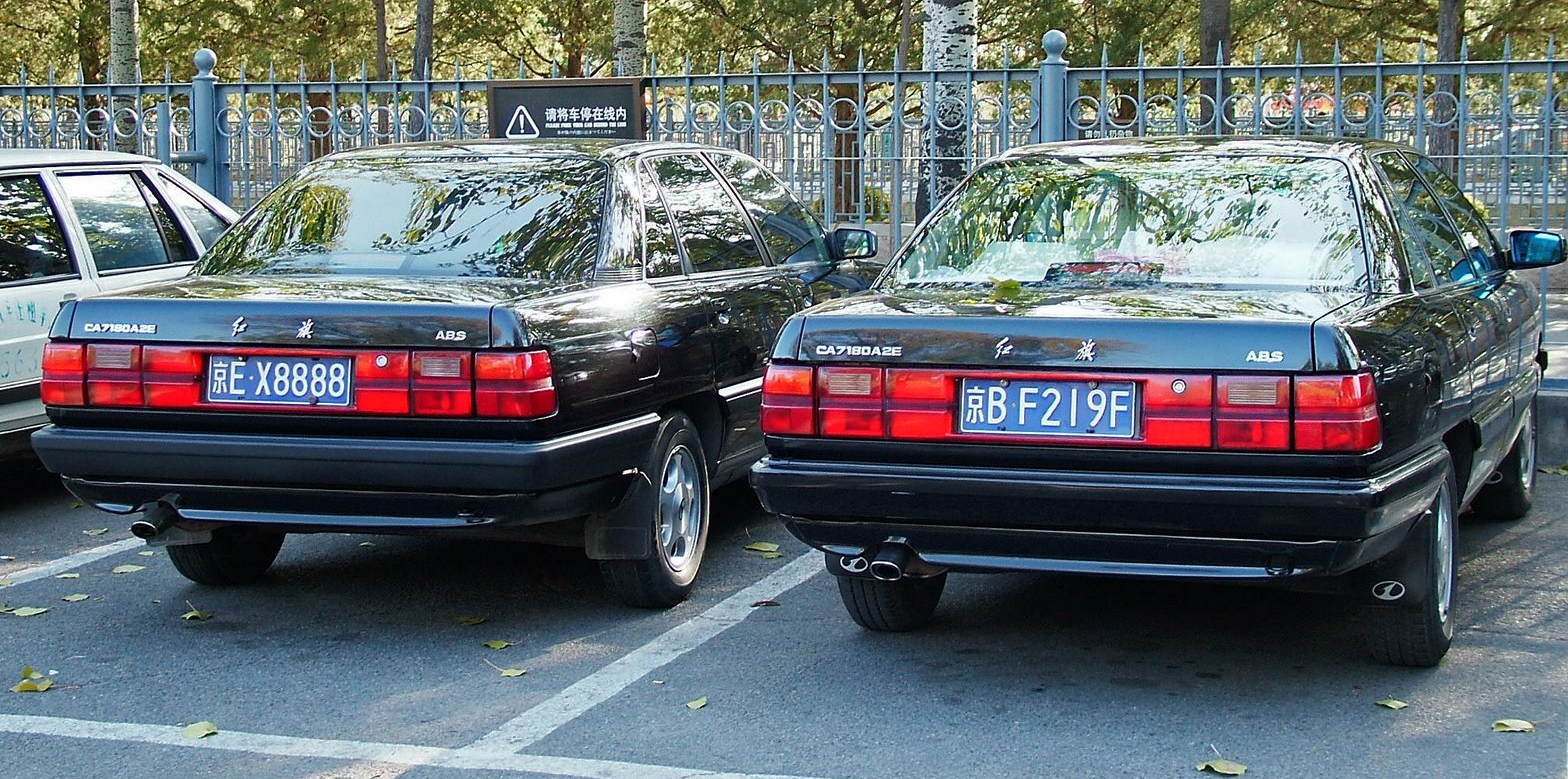
Audi 100 C3 en el mercado chino se continuó fabricando como Hongqi Luxury

## Audi 100 (C4, 1990-1994)
Este modelo cambió su nombre en 1994 adoptando la nueva denominación de los modelos de Audi usando "A" y un número: A6

### Motorizaciones
| Periodo                        | 1990-1994                  | 1990-1994                                         | 1992-1994                   | 1991-1994                                                                 | 1990-1994                                         | 1992-1994                                         | 1990-1994                                         | 1992-1994              |
| Tipo de motor                  | L4 8v, inyección monopunto | L4 8v                                             | L4 16v                      | L5 20v, turbo, intercooler                                                | L5 20v                                            | V6 12v                                            | V6 12v                                            | V8 32v                 |
| Identificación del motor       | AAE                        | AAD, ABK                                          | ACE                         | AAN                                                                       | AAR                                               | ABC                                               | AAH                                               | ABH                    |
| Diámetro x carrera             | 82,5 mm × 92,8 mm          | 82,5 mm × 92,8 mm                                 | 82,5 mm × 92,8 mm           | 81,0 mm × 86,4 mm                                                         | 82,5 mm × 86,4 mm                                 | 82,5 mm × 81,0 mm                                 | 82,5 mm × 86,4 mm                                 | 84,5 mm × 93,0 mm      |
| Cilindrada                     | 1984 cm³                   | 1984 cm³                                          | 1984 cm³                    | 2226 cm³                                                                  | 2309 cm³                                          | 2598 cm³                                          | 2771 cm³                                          | 4172 cm³               |
| Relación de compresión         | 9.2: 1                     | 10.3: 1                                           | 10.8: 1                     | 9.3: 1                                                                    | 10.0: 1                                           | 10.0: 1                                           | 10.3: 1                                           | 10.6: 1                |
| Potencia máxima: CV (kW) @ rpm | 101 CV (74 kW) @ 5500      | 115 CV (85 kW) @ 5400                             | 140 CV (103 kW) @ 5800      | 230 CV (169 kW) @ 5900                                                    | 133 CV (98 kW) @ 5500                             | 150 CV (110 kW) @ 5750                            | 174 CV (128 kW) @ 5500                            | 280 CV (206 kW) @ 5800 |
| Par máximo: Nm @ rpm           | 157 Nm @ 2750              | 168 Nm @ 3200                                     | 185 Nm @ 4500               | 350 Nm @ 1950                                                             | 186 Nm @ 4000                                     | 225 Nm @ 3500                                     | 245 Nm @ 3000                                     | 400 Nm @ 4000          |
| Tracción                       | Delantera                  | Delantera / Total (Quattro)                       | Delantera / Total (Quattro) | Total (Quattro)                                                           | Delantera / Total (Quattro)                       | Delantera / Total (Quattro)                       | Delantera / Total (Quattro)                       | Total (Quattro)        |
| Transmisión                    | Manual, 5 velocidades      | Manual, 5 velocidades / Automática, 4 velocidades | Manual, 5 velocidades       | Manual, 5 velocidades / Manual, 6 velocidades / Automática, 4 velocidades | Manual, 5 velocidades / Automática, 4 velocidades | Manual, 5 velocidades / Automática, 4 velocidades | Manual, 5 velocidades / Automática, 4 velocidades | Manual, 6 velocidades  |
| Aceleración 0–100 km/h         | 12.6 s                     | 11.0 s                                            | 10.1 s                      | 6.8 s                                                                     | 10.2 s                                            | 9.5 s                                             | 8.0 s                                             | 6.6 s                  |
| Velocidad máxima               | 182 km/h                   | 191 km/h                                          | 204 km/h                    | 244 km/h                                                                  | 202 km/h                                          | 210 km/h                                          | 218 km/h                                          | 247 km/h               |
| Consumo combinado (L/100 km)   | 7.8                        | 7.8                                               | 8.4                         | 9.5                                                                       | 8.9                                               | 8.7                                               | 8.6                                               | 11.3                   |

| Periodo                        | 1991-1994             | 1991-1994                                     |
| Tipo de motor                  | L5 10v                | L5 10v, inyección directa, turbo, intercooler |
| Identificación del motor       | AAS                   | AAT, ABP                                      |
| Diámetro x carrera             | 79,5 mm × 95,5 mm     | 81,0 × 95,5 mm                                |
| Cilindrada                     | 2370 cm³              | 2460 cm³                                      |
| Relación de compresión         | 22.5: 1               | 21.0: 1                                       |
| Potencia máxima: CV (kW) @ rpm | 82 CV (60 kW) @ 4400  | 115 CV (85 kW) @ 4000                         |
| Par máximo: Nm @ rpm           | 164 Nm @ 2400         | 265 Nm @ 2250                                 |
| Tracción                       | Delantera             | Delantera                                     |
| Transmisión                    | Manual, 5 velocidades | Manual, 5 velocidades / Manual, 6 velocidades |
| Aceleración 0–100 km/h         | 16.8 s                | 11.1 s                                        |
| Velocidad máxima               | 167 km/h              | 195 km/h                                      |
| Consumo combinado (L/100 km)   | 7.2                   | 6.7-6.1                                       |

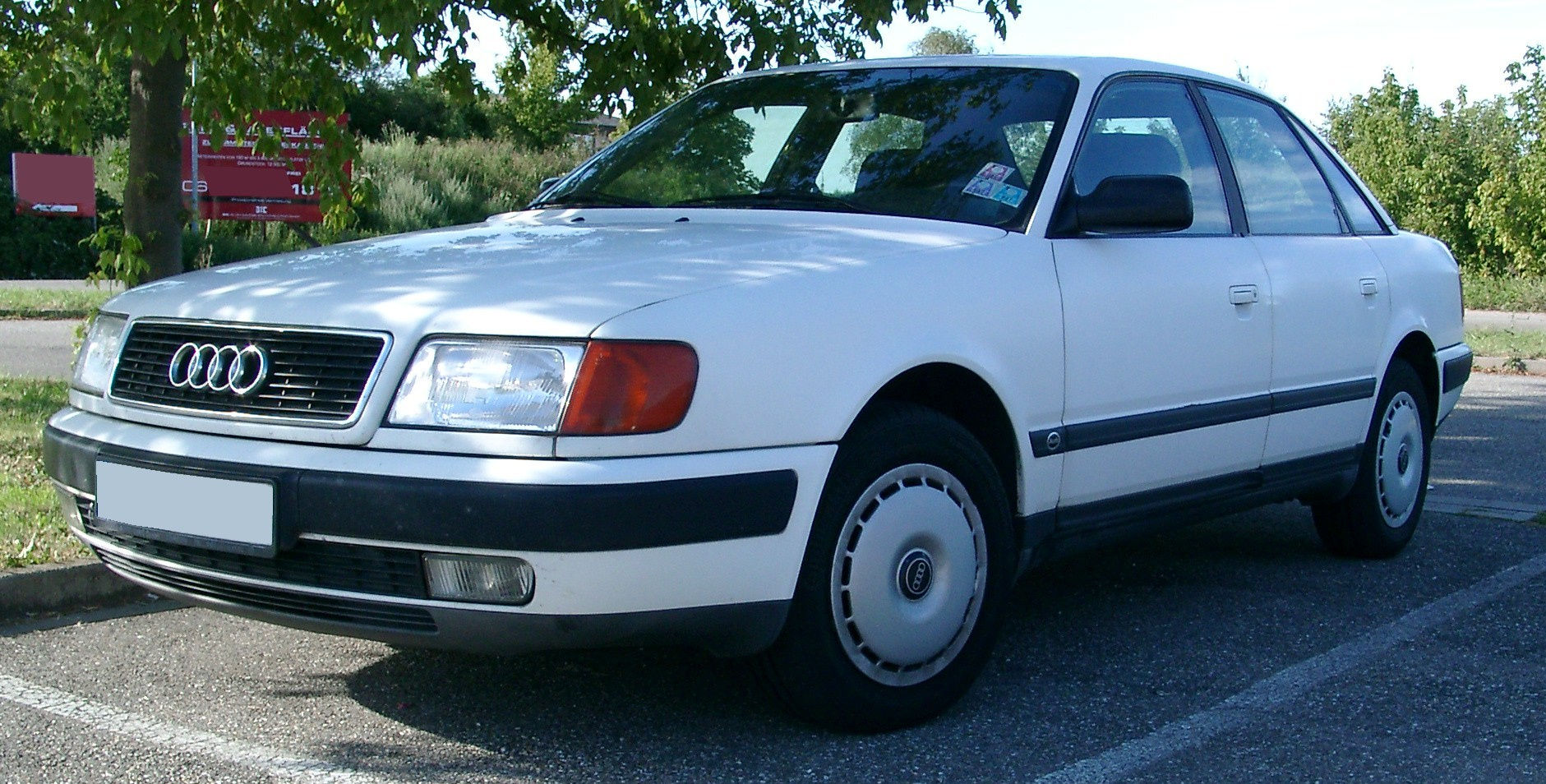
Audi 100 C4
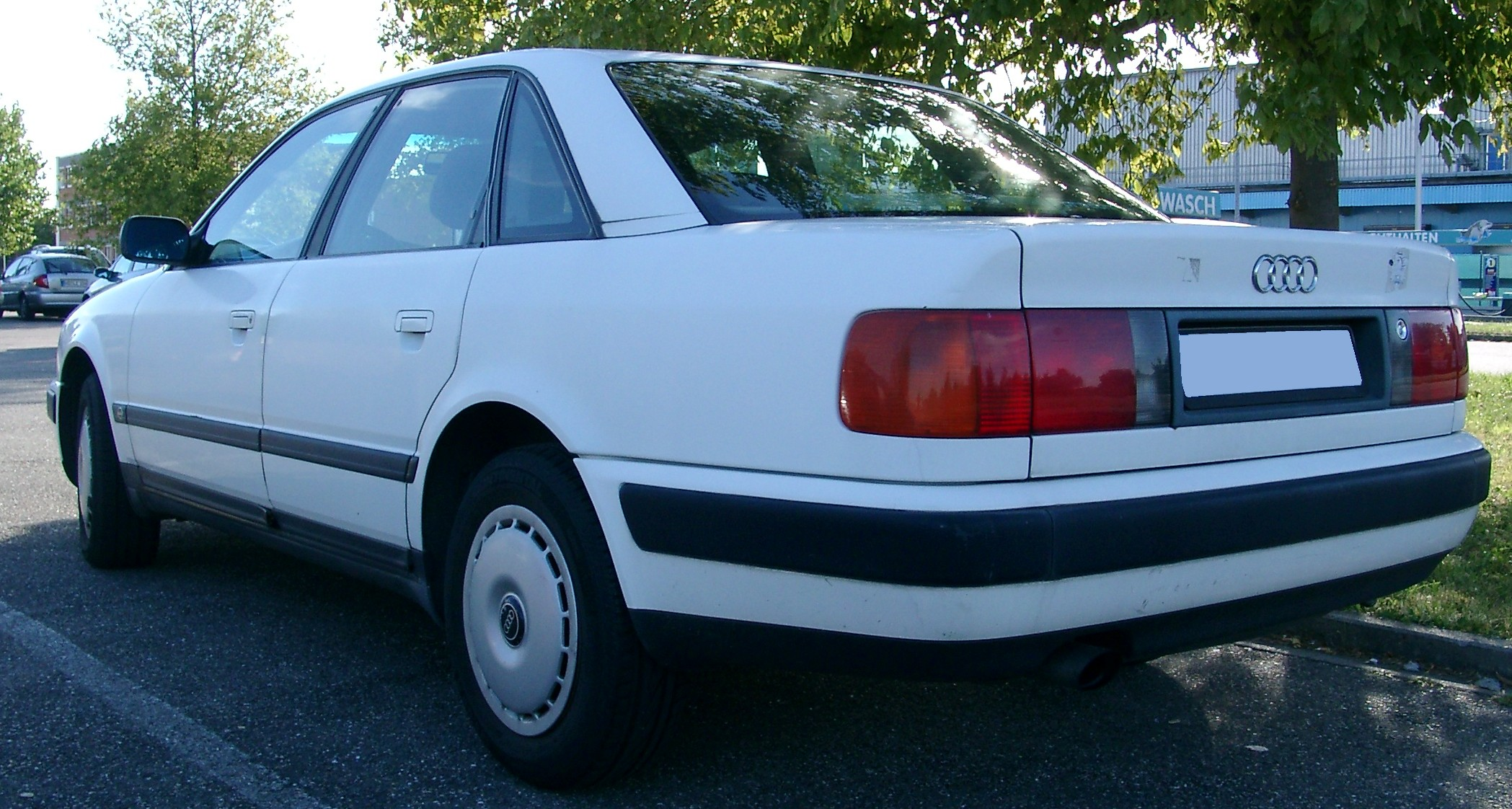
Audi 100 C4 vista trasera
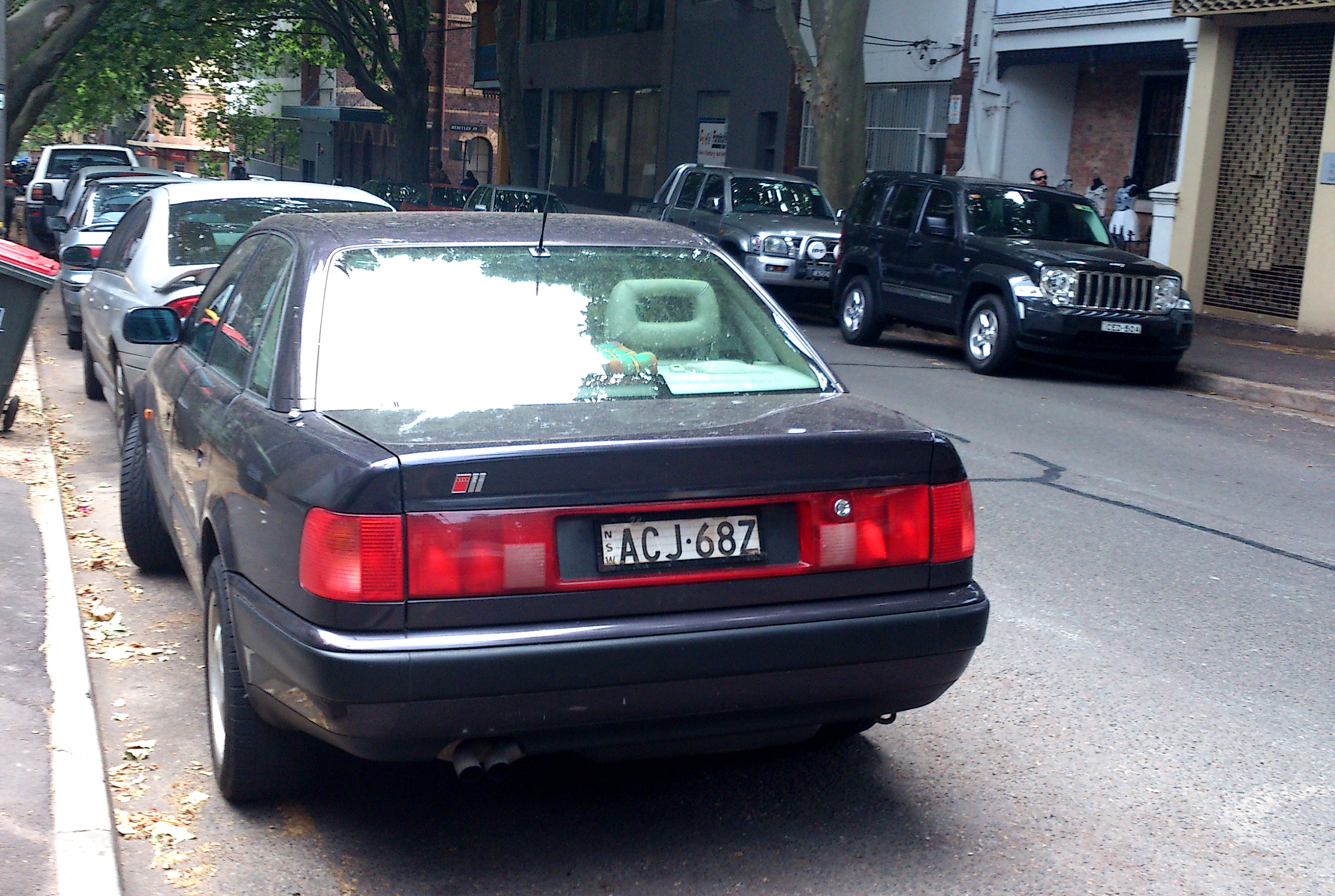
Audi 100 C4 versión S4
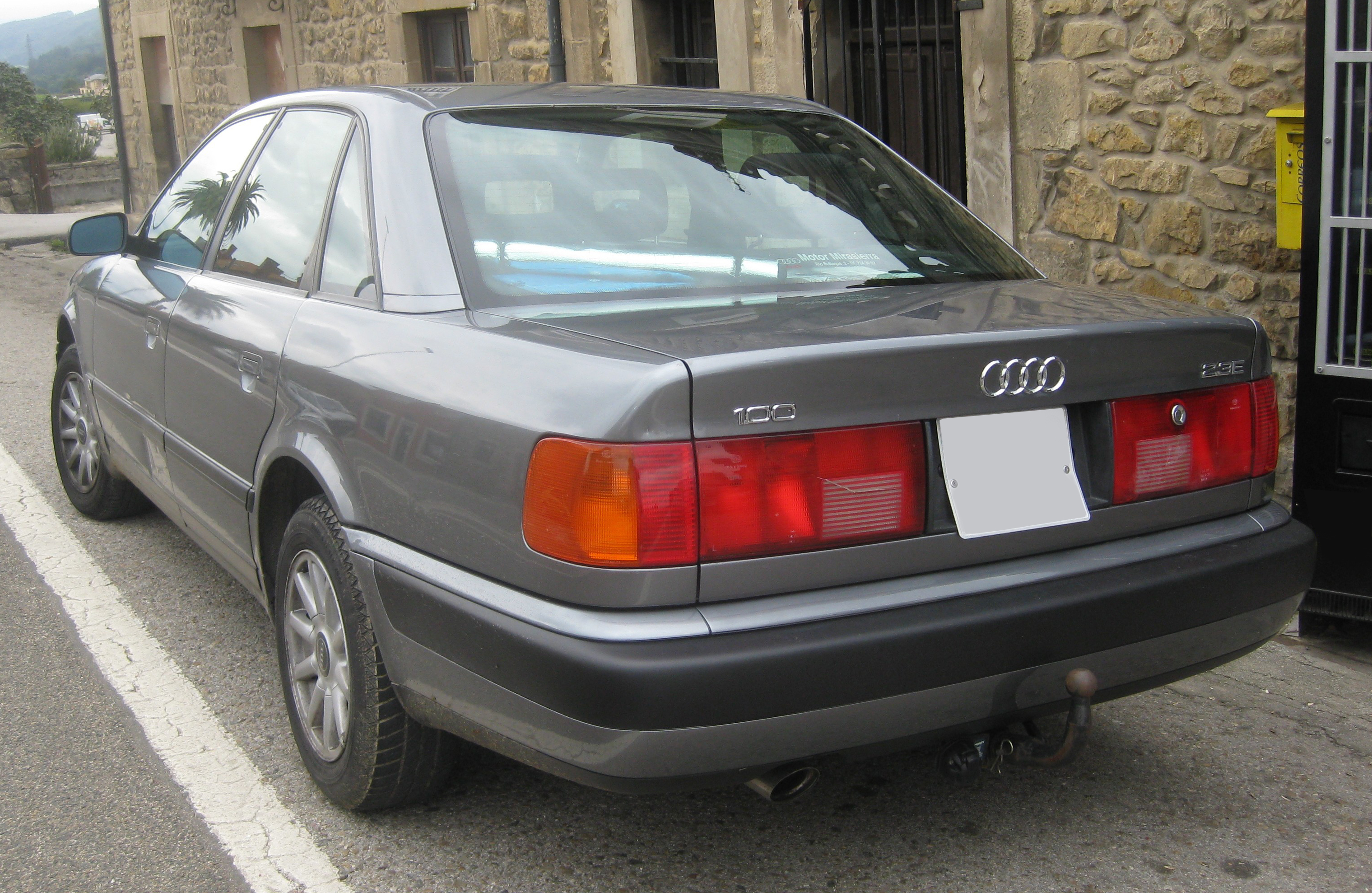
Audi 100 C4 versión americana
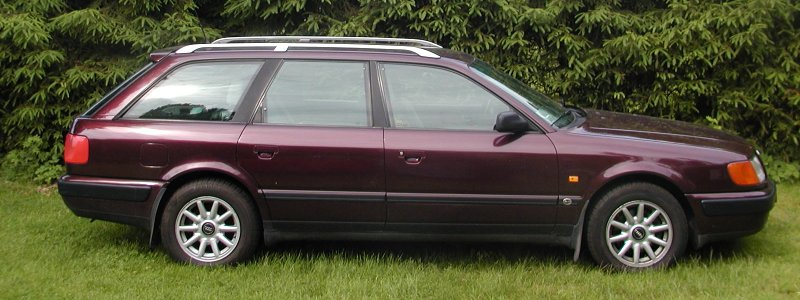
Audi 100 C4 Avant